# Амир Рахмани
Амир Рахмани (алб. Amir Rrahmani; Приштина, 24. фебруар 1994) је албански фудбалер са Косова и Метохије који тренутно наступа за Наполи. Игра на позицији одбрамбеног играча.

## Успеси
Динамо Загреб
- Прва лига Хрватске (2) : 2017/18, 2018/19.[6][7]
- Куп Хрватске (1) : 2017/18,[8] (финале: 2018/19)[9]

 Наполи
- Серија А (1) : 2022/23.[10]
- Суперкуп Италије: (финале: 2020)[11]

Појединачни
- Таленат сезоне у Суперлиги Албаније (1) : 2014/15.[12]
- Најбољи косовски фудбалер: 2021.[13]